# Región hidrográfica del Atlántico Sur

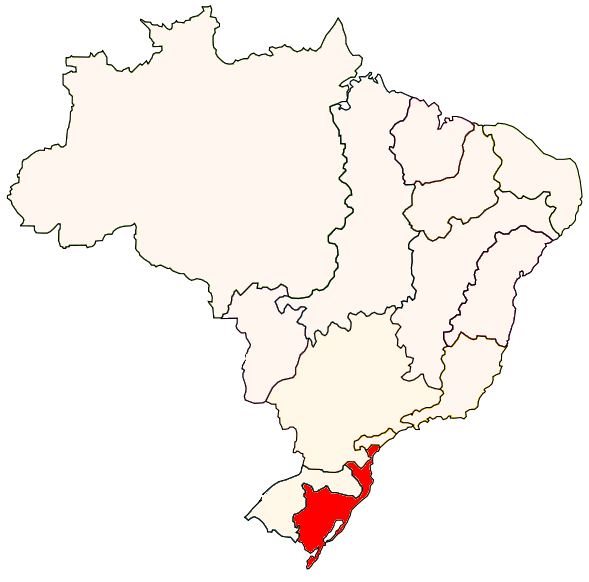
Localización de la región hidrográfica del Atlántico Sur

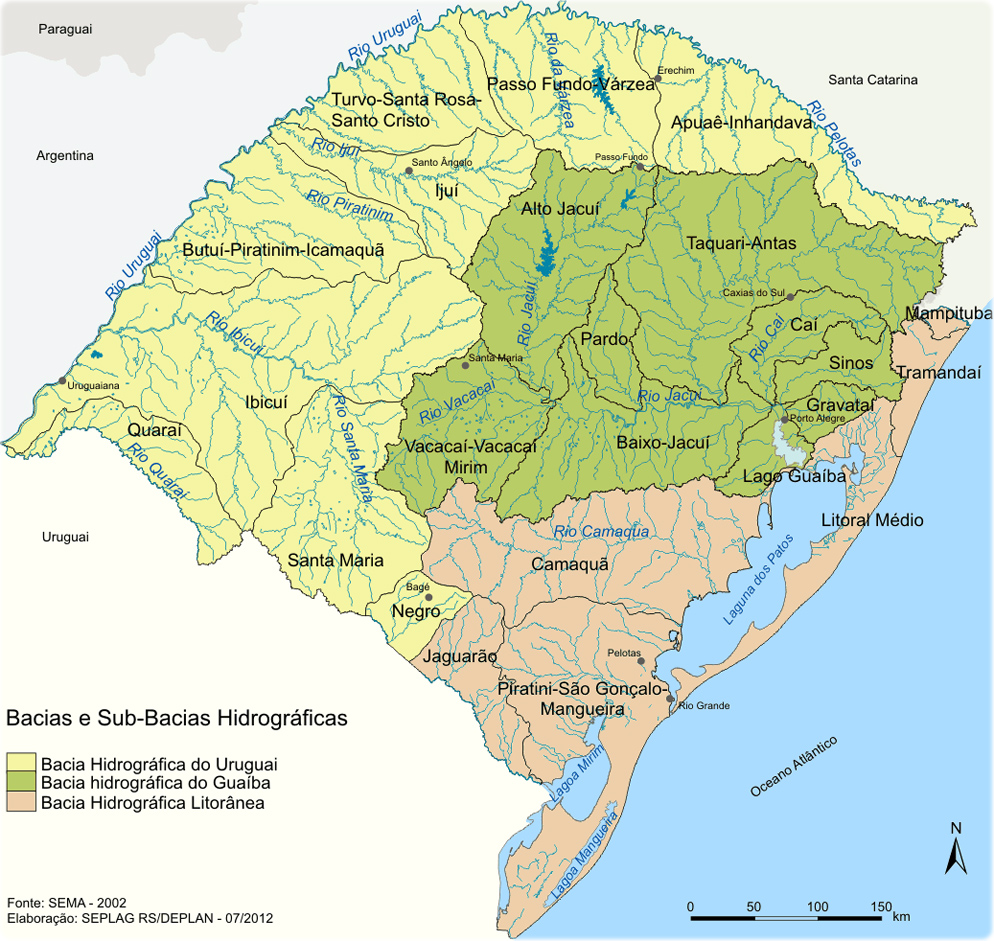
La parte sur de la región hidrográfica: las subregiones del Guaíba y de las regiones costeras; la región del Uruguay, otra de las doce regiones hidrográficas del país

La región hidrográfica del Atlántico Sur (en portugués: Região hidrográfica do Atlântico Sul) es una de las doce regiones hidrográficas del territorio brasileño que en 2003 el Consejo Nacional de Recursos Hídricos (CNRH) de Brasil delimitó para la administración de los recursos hidrográficos del país.
Tiene un área de 186 079,86 km² (la segunda más pequeña), que supone el 2,2% del territorio nacional, correspondiendo 142 178 km² de Río Grande do Sul (el 76,4% del total), 36 649 km² de Santa Catarina (19,7%) y 5732 km² de Paraná (3,1%) y 1521 km² de São Paulo (0,8%).
Su territorio comprende 451 municipios, entre los que destacan Paranaguá, Joinville, Florianópolis, Rio Grande, Caxias do Sul, Pelotas y la Región Metropolitana de Porto Alegre.
La región hidrográfica del Atlántico Sur comienza cerca de la frontera de los estados de São Paulo y Paraná, y se extiende hasta el Arroyo Chuy, en Rio Grande do Sul.
La región hidrográfica del Atlántico sur está formada por un conjunto de cuencas independientes, que vierten hacia la costa, de diversas dimensiones espaciales y en el que predominan los pequeños ríos que corren  directamente hacia el océano Atlántico. Las principales excepciones son los ríos Itajaí e Capivari, en Santa Catarina,  que presentan un mayor volumen de agua. En la parte de la región de Rio Grande do Sul se encuentran grandes ríos como el Taquari-Antas, el Jacuí, el Vacacaí e el Camaquã,  vinculados a los sistemas lagunares de  laguna Merín y laguna de los Patos.
Las cuencas principales son:
- las que conforman la región hidrográfica del Guaíba (con los ríos  Jacuí, el Caí, el dos Sinos y el Gravataí)) y el Camaquã, que desembocan en la laguna de Patos;

- la de Piratini, que fluye hacia el canal São Gonçalo que une las lagunas Merín y de los Patos;

- la del río Jaguarão, fronterizo con Uruguay, que desemboca en la laguna Merín;

- las de los ríos Itajaí-Açu, Tijucas, Cubatão e Itapocú, en territorio catarinense, que fluyen directamente hacia el océano Atlántico.[1]

El principal bioma de la región es la mata atlántica, muy deforestado por la ocupación humana. También se pueden encontrar manchas de mata araucaria en áreas por encima de 600 m de altitud. En la costa, hay manglares y restingas.